# Бьянка Ланчия
Бьянка Ланчия (Беатриса, Бланка, Ланчиа, Ланца; итал. Bianca Lancia, Lanza; ок. 1210—1246/1250) — мать короля Сицилии Манфреда и Анны, жены никейского императора Иоанна III Дуки Ватаца. Была многолетней любовницей и, возможно, женой императора Фридриха II.

## Происхождение и имя
Точное происхождение и даже имя матери короля Манфреда, называемой традиционно Бьянка Ланчия, неизвестны. У историков есть разные версии по поводу идентификации её родителей, не было ясности и у современников:
- Салимбене Пармский четыре раза упоминал мать Манфреда и не мог однозначно выбрать между «сестрой» и «племянницей» («дочерью сестры») Манфреда II Ланчия[5][k 1].
- Согласно генуэзским анналам того времени Annales ianuenses, она была «дочерью госпожи Бланки, дочери покойного маркиза Ланчия»[9].
- Томмазо Тоско в 1279 году писал о ней так: «сестры маркиза [Манфреда II] Ланчия, Бланки, дочь»[5].

Таким образом, хронисты упоминали её происхождение по матери из семьи Ланчия, а именем Бьянка (Бланка) называли не мать Манфреда, а его бабку по матери. Фамилию Ланчия семья получила потому, что Манфред I, предполагаемый дед или отец матери Манфреда, был копьеносцем (lancifer) императора Фридриха I Барбароссы. Первое указание имени Бьянка по отношению к матери Манфреда восходит к Бартоломео де Неокастро, писавшему лишь 40 лет спустя после смерти Манфреда. Возможно, имя Бьянка носили две женщины: дочь маркиза Манфреда I и его внучка, дочь первой Бьянки. В семье Ланчия повторение имён было традицией. Такую же путаницу у хронистов вызывало имя Манфред у трёх поколений мужчин семьи. Тоско высказал популярную гипотезу, что Фридрих мог иметь отношения и со старшей Бьянкой, и с её двумя дочерьми.
Отца матери Манфреда современные ему летописцы не упоминают, что означает его менее знатное происхождение, чем у матери. Даже Манфред в 1247 году в документе назван «Манфред Ланчия». У Николая Джамшиллы, проживавшего при дворе Манфреда, есть упоминание, что у Манфреда родственниками по матери были графы Альяно, и это может указывать на отца Бьянки — Бонифацио д’Альяно.
Предполагается, что мать Манфреда родилась около 1210 года. Возможно, это произошло в Альяно-Терме (Пьемонт), поместье семьи.

## Биография
Бьянка прожила большую часть своей жизни в замке Боро, наследственной резиденции семьи Ланчия. Неизвестно, когда начались её отношения с Фридрихом II и как долго они продолжались. Распространено мнение, что её встреча с Фридрихом II произошла в 1225 году, когда он женился на Иоланте Иерусалимской. Согласно Бордоне, маловероятно, чтобы император встретил её в Альяно в 1225 году. По мнению Бордоне, их встреча состоялась между 1226 и 1230 годами на Сицилии. Во всяком случае, дети Бьянки и Фридриха родились в период после смерти второй жены Фридриха, Иоланты Иерусалимской, последовавшей в 1228 году, и до его третьей женитьбы на Изабелле Английской, состоявшейся в 1235 году.

### Брак и дети
Как хроника Салимбене Пармского, так и хроника Матфея Парижского пишут о «брачной церемонии в момент смерти» (лат. confirmatio matrimonii in articulo mortis), то есть о бракосочетании Фридриха II и Бьянки Ланчии, когда она умирала. Как пишет Матвей Парижский, Бьянка хотела заключить брак для успокоения своей души и для обеспечения будущего своих детей. Этот брак церковь не признала каноническим. Матвей Парижский при этом пишет, что обстоятельства брака держались в тайне: нет ни свидетелей, ни каких-либо записей.
Есть только косвенные доказательства того, что этот брак состоялся. В 1250 году в завещании Фридриха Манфред был признан законным сыном и упомянут как законный сын. При этом ещё 21 апреля 1247 года Манфред вступал в брак под именем «Манфред Ланчия». Значит, узаконен он был между 1247 годом и 1250 годом.
У Фридриха II и Бьянки было двое детей:
- Констанция (1229/30—1307), которая в 1244 году вышла замуж за никейского императора Иоанна III, став Анной[9][13].
- Манфред (1231/32—1266), который правил Сицилией после своего отца (сначала как регент, потом — как король)[9][13].

Возможно, дочерью Бьянки была Виоланта (между 1228 и 1233—1264), которая в 1245/1246 году вышла замуж за Рикардо Сансеверино, графа Касертского. Кёльнская королевская хроника и Салимбене упоминают её, хотя не называет её имени.

### Кончина
Современные Бьянке источники, например Annales Ianuenses, относили смерть Бьянки к 1234—1246 годам. Например, Матвей Парижский сообщал, что Бьянка умерла через 20 лет после первой встречи с Фридрихом II. Это даёт примерно 1246 год. В другом месте Матвей писал, что это было за 20 лет до 1256 года, что указывает на примерно 1236 год. Однако, признавая брак с Фридрихом как необходимое условие узаконивания детей, приходится признать, что она умерла не ранее 1247 года. При этом она, вероятно, умерла раньше Фридриха, поскольку замок в Монте-Сант-Анджело, который по воле Вильгельма II был традиционным владением королев Сицилии (как «утренний дар» после первой брачной ночи и вдовья доля), Фридрих отдал Манфреду.

## Легенда
По легенде, записанной монахом Бонавентура да Ламой и найденной историком Панталео, Фридрих ревновал свою любовницу и запер её в башне замка Джиоя дель Колле. В то время она была беременна Манфредом. Бьянка не смогла перенести это унижение и, родив ребёнка, отрезала свои груди и отправила их императору на подносе. Затем она умерла. С того дня каждую ночь в башне замка, теперь называемой Башней Императрицы, слышен слабый, душераздирающий плач.

## Комментарии
1. ↑   «Манфред был то ли от сестры, то ли от дочери сестры маркиза Ланцы, ломбардца из Пьемонта»[6];
 «Маркиз Ланца, ломбардец из Пьемонта; его сестра или племянница была матерью принца Манфреда»[7];
 «Манфред <…> сын Фридриха от другой жены, которая была племянницей маркиза Ланцы»[8][5].
2. ↑  «Пятая [жена Фридриха] Бьянка была благородной дамой из благородной ломбардской семьи Ланчия».
3. ↑  «ex parte matris sibi consanguineos attinentes […] scilicet comitem Galvanum [Lancia], Bonifatium et Iordanum [di Agliano]»
4. ↑  Кёльнская королевская хроника: «император узнал об этом от графини Казертской, сын которой был женат на родной дочери императора».
5. ↑  Салимбене Пармский: «Граф да Казерта из Апулии, женатый, как мне кажется, на сестре Манфреда».